# Mountain House (Kalifornija)
Mountain House je naseljeno područje za statističke svrhe u američkoj saveznoj državi Kalifornija. Prema popisu stanovništva iz 2010. u njemu je živjelo 9.675 stanovnika.